# Leucopis parallela
Leucopis parallela är en tvåvingeart som beskrevs av Malloch 1921. Leucopis parallela ingår i släktet Leucopis och familjen markflugor.
Artens utbredningsområde är Illinois. Inga underarter finns listade i Catalogue of Life.